# Europese kampioenschappen boogschieten 2012 (outdoor)
De Europese kampioenschappen boogschieten 2012 zijn door de European & Mediterranean Archery Union (EMAU) georganiseerde kampioenschappen voor boogschutters. De 22e editie van de Europese kampioenschappen outdoor vonden plaats in het Olympisch stadion te Amsterdam van 21 tot 26 mei 2012.

## Resultaten

### Mannen
| Onderdeel              | Goud                                                     | Goud | Zilver                                         | Zilver | Brons                                          | Brons |
| ---------------------- | -------------------------------------------------------- | ---- | ---------------------------------------------- | ------ | ---------------------------------------------- | ----- |
| Recurve - individueel  | Rick van der Ven                                         | NED  | Klemen Štrajhar                                | SLO    | Thomas Faucheron                               | FRA   |
| Recurve - team         | Sjef van den Berg Rick van den Oever Rick van der Ven    | NED  | Michele Frangilli Marco Galiazzo Mauro Nespoli | ITA    | Dmytro Hratsjov Markian Ivasjko Viktor Roeban  | UKR   |
| Compound - individueel | Sergio Pagni                                             | ITA  | Martin Damsbo                                  | DEN    | Paul Titscher                                  | GER   |
| Compound - team        | Pierre-Julien Deloche Christophe Doussot Dominique Genet | FRA  | Duncan Busby Liam Grimwood Chris White         | GBR    | Ruben Bleyendaal Peter Elzinga Mike Schloesser | NED   |

### Vrouwen
| Onderdeel              | Goud                                          | Goud | Zilver                                           | Zilver | Brons                                           | Brons |
| ---------------------- | --------------------------------------------- | ---- | ------------------------------------------------ | ------ | ----------------------------------------------- | ----- |
| Recurve - individueel  | Ksenia Perova                                 | RUS  | Naomi Folkard                                    | GBR    | Cyrielle Cotry                                  | FRA   |
| Recurve - team         | Bérengère Schuh Céline Bezault Cyrielle Cotry | FRA  | Heléna Fernandez Magali Foulon Iria Grandal      | ESP    | Elena Richter Lisa Unruh Karina Winter          | GER   |
| Compound - individueel | Kristina Berger                               | GER  | Anastasia Anastasio                              | ITA    | Marcella Tonioli                                | ITA   |
| Compound - team        | Kristina Berger Melanie Mikala Andrea Weihe   | GER  | Anastasia Anastasio Laura Longo Marcella Tonioli | ITA    | Joanna Chesse Pascale Lebecque Caroline Martret | FRA   |

### Gemengd
| Onderdeel       | Goud                          | Goud | Zilver                        | Zilver | Brons                         | Brons |
| --------------- | ----------------------------- | ---- | ----------------------------- | ------ | ----------------------------- | ----- |
| Recurve - team  | Mauro Nespoli Natalia Valeeva | ITA  | Piotr Nowak Anna Szukalska    | POL    | Yağız Yılmaz Begül Löklüoğlu  | TUR   |
| Compound - team | Peter Elzinga Inge van Caspel | NED  | Sergio Pagni Marcella Tonioli | ITA    | Dmitri Kozjin Albina Loginova | RUS   |

### Medaillespiegel
| Plaats | Land                | Goud | Zilver | Brons | Totaal |
| 1      | Nederland           | 3    | 0      | 1     | 4      |
| 2      | Italië              | 2    | 4      | 1     | 7      |
| 3      | Frankrijk           | 2    | 0      | 3     | 5      |
| 4      | Duitsland           | 2    | 0      | 2     | 4      |
| 5      | Rusland             | 1    | 0      | 1     | 2      |
| 6      | Verenigd Koninkrijk | 0    | 2      | 0     | 2      |
| 7      | Denemarken          | 0    | 1      | 0     | 1      |
| 7      | Polen               | 0    | 1      | 0     | 1      |
| 7      | Slovenië            | 0    | 1      | 0     | 1      |
| 7      | Spanje              | 0    | 1      | 0     | 1      |
| 11     | Oekraïne            | 0    | 0      | 1     | 1      |
| 11     | Turkije             | 0    | 0      | 1     | 1      |
| Totaal | Totaal              | 10   | 10     | 10    | 30     |